# Costaricaanse boleettong
De Costaricaanse boleettong (Bolitoglossa subpalmata) is een salamander uit de familie longloze salamanders (Plethodontidae). De soort werd voor het eerst wetenschappelijk beschreven door George Albert Boulenger in 1896. Oorspronkelijk werd de wetenschappelijke naam Spelerpes subpalmatus gebruikt.

## Uiterlijke kenmerken
De Costaricaanse boleettong bereikt een totale lichaamslengte van ongeveer 14 centimeter inclusief staart. De huid heeft een wat metalige glanzende kleur. Uit de huid kan een kleverige afscheiding worden afgegeven.

## Verspreiding en habitat
De salamander komt voor in delen van Midden-Amerika en leeft endemisch in Costa Rica.
De Costaricaanse boleettong is een bewoner van nevelwouden. Het dier leeft onder stukken hout en stenen, tussen afgevallen bladeren, in de trechters van bromelia's en in de humus in vorken van takken. De salamander voedt zich met vrij snelle prooien zoals vliegen en krekels die met tong worden gevangen. Deze salamander is een behendig klimmer en maakt daarbij gebruik van de staart, die als grijporgaan fungeert. Eieren worden op vochtige plaatsen op het land afgezet, bijvoorbeeld tussen boomwortels. Uit de eieren komen volledig ontwikkelde jongen. De soort leeft in berggebieden tussen 1245 en 2900 meter hoogte boven zeeniveau in het noorden van Costa Rica.